# 1974年のイギリスサルーンカー選手権
1974年のイギリスサルーンカー選手権 (1974 British Saloon Car Championship) は、イギリスサルーンカー選手権の17年目のシーズン。3月10日のマロリー・パークで開幕し、10月20日のブランズ・ハッチにおける最終戦まで全13戦で争われた。シリーズはコスト低減のためグループ1規定が導入された。1600ccのヒルマン・アヴェンジャーをドライブするバーナード・ウネットが初のタイトルを獲得した。

## 開催カレンダーと優勝者
複数クラスの混走による総合優勝者は太字
| ラウンド | ラウンド | サーキット                                     | 開催日   | クラス A 優勝者      | クラス B 優勝者        | クラス C 優勝者        | クラス D 優勝者        |
| -------- | -------- | ---------------------------------------------- | -------- | -------------------- | ---------------------- | ---------------------- | ---------------------- |
| 1        | A        | マロリー・パーク                               | 3月10日  | バーナード・ウネット | アンディ・ロウズ       | 開催せず               | 開催せず               |
| 1        | B        | マロリー・パーク                               | 3月10日  | 開催せず             | 開催せず               | イヴァン・ダットン     | スチュアート・グラハム |
| 2        | 2        | ブランズ・ハッチ                               | 3月17日  | スタン・クラーク     | ロブ・メイソン         | トニー・ランフランチ   | スチュアート・グラハム |
| 3        | 3        | シルバーストン・サーキット                     | 4月7日   | スタン・クラーク     | アンディ・ロウズ       | ピーター・ハンソン     | スチュアート・グラハム |
| 4        | 4        | オウルトンパーク                               | 4月12日  | バーナード・ウネット | アンディ・ロウズ       | ピーター・ハンソン     | スチュアート・グラハム |
| 5        | 5        | スラクストン・サーキット                       | 4月15日  | バーナード・ウネット | アンディ・ロウズ       | ピーター・ハンソン     | リチャード・ロイド     |
| 6        | 6        | シルバーストン・サーキット                     | 5月12日  | スタン・クラーク     | バーリー・ウィリアムズ | ピーター・ハンソン     | ヴィンス・グッドマン   |
| 7        | 7        | スラクストン・サーキット                       | 5月27日  | バーナード・ウネット | アンディ・ロウズ       | トム・ウォーキンショー | リチャード・ロイド     |
| 8        | 8        | ブランズ・ハッチ                               | 7月20日  | バーナード・ウネット | アンディ・ロウズ       | トム・ウォーキンショー | スチュアート・グラハム |
| 9        | A        | イングリストン                                 | 8月18日  | 開催せず             | 開催せず               | トム・ウォーキンショー | リチャード・ロイド     |
| 9        | B        | イングリストン                                 | 8月18日  | バーナード・ウネット | トム・ウォーキンショー | 開催せず               | 開催せず               |
| 10       | A        | ブランズ・ハッチ                               | 8月26日  | バーナード・ウネット | ジョン・ハイン         | 開催せず               | 開催せず               |
| 10       | B        | ブランズ・ハッチ                               | 8月26日  | 開催せず             | 開催せず               | トム・ウォーキンショー | リチャード・ロイド     |
| 11       | 11       | オウルトンパーク                               | 9月8日   | バーナード・ウネット | バーリー・ウィリアムズ | トム・ウォーキンショー | スチュアート・グラハム |
| NC       | NC       | シルバーストン・サーキット                     | 9月26日  | バーナード・ウネット | トニー・ドロン         | ピーター・ハンソン     | スチュアート・グラハム |
| 12       | A        | スネッタートン・モーターレーシング・サーキット | 10月6日  | 開催せず             | 開催せず               | トニー・ランフランチ   | スチュアート・グラハム |
| 12       | B        | スネッタートン・モーターレーシング・サーキット | 10月6日  | バーナード・ウネット | アンディ・ロウズ       | 開催せず               | 開催せず               |
| 13       | 13       | ブランズ・ハッチ                               | 10月20日 | ジョン・マーキー     | バーリー・ウィリアムズ | トム・ウォーキンショー | スチュアート・グラハム |

## 選手権結果
| ドライバーズランキング | ドライバーズランキング   | ドライバーズランキング                        | ドライバーズランキング | ドライバーズランキング |
| 順位                   | ドライバー               | チーム                                        | クラス                 | ポイント               |
| ---------------------- | ------------------------ | --------------------------------------------- | ---------------------- | ---------------------- |
| 1                      | バーナード・ウネット     | クライスラー・ディーラーチーム                | A                      | 69                     |
| 2                      | アンディ・ロウズ         | チーム・ブロードスピード・カストロール        | B                      | 67                     |
| 3                      | スチュアート・グラハム   | カストロール                                  | D                      | 64                     |
| 4                      | トム・ウォーキンショー   | シェルスポーツ                                | C                      | 63                     |
| 5                      | ピーター・ハンソン       | ディーラー・オペル・チーム                    | C                      | 55                     |
| 6                      | トニー・ランフランチ     | ヴァン・デア・ステーン                        | C                      | 51                     |
| 7                      | バーリー・ウィリアムズ   | チーム・カストロール                          | B                      | 51                     |
| 8                      | リチャード・ロイド       | リヴァーズ / シモニズ                         | D                      | 47                     |
| 9                      | ロジャー・ベル           | クライスラー・ディーラーチーム                | A                      | 42                     |
| 10                     | ヴィンス・グッドマン     | VMWモータース - チーム・エッソ・ユニフロ      | D                      | 39                     |
| 11                     | トニー・ドロン           | チーム・ブロードスピード・カストロール        | B                      | 38                     |
| 12                     | ジョン・ハンドレイ       | RCD                                           | B                      | 36                     |
| 13                     | ホルマン・ブラックバーン | ハームタイト・プロダクツ                      | C                      | 35                     |
| 14                     | ジョン・ハイン           | ビル・ショウ・レーシング / シェルスポーツ     | B                      | 28                     |
| 15                     | サイモン・カービー       | ハートウェル                                  | A                      | 23                     |
| 16                     | イヴァン・ダットン       | イヴァン・ダットン                            | C                      | 22                     |
| 17                     | ロブ・メイソン           | シェルスポーツ・アーデン                      | B                      | 21                     |
| 18                     | スタン・クラーク         | ロジャー・クラーク・カーズ / エッソ・ユニフロ | A                      | 21                     |
| 19                     | ジョン・マーキー         | ディーラーチーム・トヨタ                      | A                      | 21                     |
| 20                     | ジョン・フレッチャー     | グラゼプタ・プロダクツ Ltd.                   | D                      | 18                     |
| 21                     | メルヴィン・アダムズ     | メルヴィン・アダムズ                          | A                      | 18                     |
| 22                     | マーティン・ビレーン     | アドラーズ・オブ・ブリクストン                | C                      | 15                     |
| 23                     | レス・ナッシュ           | レス・ナッシュ                                | D                      | 14                     |
| 24                     | マルコム・ケイ           | マルコム・ケイ                                | D                      | 12                     |
| 25                     | ボブ・リッドガード       | ボブ・リッドガード                            | D                      | 12                     |

## 参照
1. ↑  http://gtwap.co.uk/50_Years_of_the_BTCC/?width=600&topic=099.BTCC_1958-1979.wtxt
2. ↑  “アーカイブされたコピー”. 2011年7月16日時点のオリジナルよりアーカイブ。2010年9月30日閲覧。 Official list of BTCC champions
3. ↑  http://homepage.mac.com/frank_de_jong/Pages/1974%20BSCC.html